# Bofaxe
Die Bofaxe sind ein vom Institut für Friedenssicherungsrecht und Humanitäres Völkerrecht (IFHV) der Ruhr-Universität Bochum betreuter Informationsdienst, der vom Deutschen Roten Kreuz (DRK) unterstützt wird. Es handelt sich dabei um eine seit Januar 1991 bestehende Reihe von bisher über 480 Kurzbeiträgen mit Kommentaren zu Themen des humanitären Völkerrechts und angrenzenden Aspekten aus anderen Bereichen des internationalen Rechts sowie des Verfassungsrechts und des Strafrechts. Sie wurden bis 2005 in der Regel parallel in deutscher und englischer Sprache herausgegeben, seit 2006 erscheinen sie wechselnd in einer von beiden Sprachen.
Die fortlaufend nummerierten Beiträge haben jeweils einen Umfang von einer A4-Seite und werden unregelmäßig veröffentlicht, oft mit Bezug zu konkreten aktuellen Ereignissen oder Gerichtsentscheidungen. Sie sind auf der Internetseite des IFHV als PDF-Datei frei verfügbar und richten sich insbesondere an im Bereich des humanitären Völkerrechts tätige Rechtswissenschaftler, an die Konventionsbeauftragten des DRK sowie an andere interessierte Personen. Seit Herbst 2002 werden die Bofaxe auch per E-Mail über eine Mailingliste an derzeit rund 1400 Empfänger in etwa 100 Ländern verschickt.